# Post Coitum (film, 2004)
Post Coitum je film Juraje Jakubiska z roku 2004. Příběh postavený na devíti postavách a zvláštním rozpoložení, které zažívají po orgasmu. Sled miniepizod vytvoří jednotný příběh o lásce, intrikách a sexu. Je to film o vztazích, ze kterých se láska vytratila, protože tam nikdy nebyla.

## Produkce
- Námět: Marcel Bystroň
- Scénář: Marcel Bystroň, Juraj Jakubisko
- Hudba: Andrej Turok
- Kamera: Ján Ďuriš
- Režie: Juraj Jakubisko
- Střih: Alois Fišárek
- Architekt: Pavol Andrasko
- Kostýmy: Libuše Pražáková
- Producent: Deana Jakubisková
- Produkce: Jakubisko Film s.r.o.
- Koprodukce: Jakubisko Film Slovakia s.r.o., Radek HANAČÍK, ACE a.s., Studio Virtual, s podporou Státního fondu pro podporu a rozvoj české kinematografie

## Hrají
- Franco Nero - Bakchus
- Eva Elsnerová - Sabrina
- Jiří Langmajer - Zikmund
- Richard Krajčo - Adam
- Mahulena Bočanová - Messalina
- Mira Nosek - Jaroušek
- Lucie Vondráčková - Kristýna
- Sandra Pogodová - Kleopatra
- Beata Greneche - Viola
- Ondřej Pavelka